# Кривоглавиці
Кривоглавиці (словен. Krivoglavice) — поселення в общині Метлика, регіон Південно-Східна Словенія, Словенія.